# باسناباد
باسناباد یک روستا در ایران است که در دهستان مود شهرستان سربیشه واقع شده‌است. باسناباد ۳۹ نفر جمعیت دارد.